# Scripps Research
Scripps Research, anteriormente conhecido como The Scripps Research Institute (TSRI), é uma instituição de pesquisa médica americana sem fins lucrativos que se concentra em pesquisa e educação nas ciências biomédicas. Com sede em La Jolla, Califórnia, com uma instalação irmã em Júpiter, Flórida, o instituto tem mais de 200 laboratórios que empregam 2.400 cientistas, técnicos, estudantes de pós-graduação e pessoal administrativo, tornando-o a maior organização de pesquisa biomédica privada sem fins lucrativos dos Estados Unidos e uma das maiores do mundo. 
O instituto detém cerca de 1.000 patentes, produziu 9 terapias aprovadas pela FDA e gerou mais de 50 empresas spin-off. De acordo com o Índice de Inovação da Nature de 2017, a Scripps Research é a instituição de pesquisa mais influente do mundo. O programa de pós-graduação Scripps Research está classificado em 10º lugar nacionalmente em ciências biológicas, 5º em química orgânica e 2º em bioquímica.

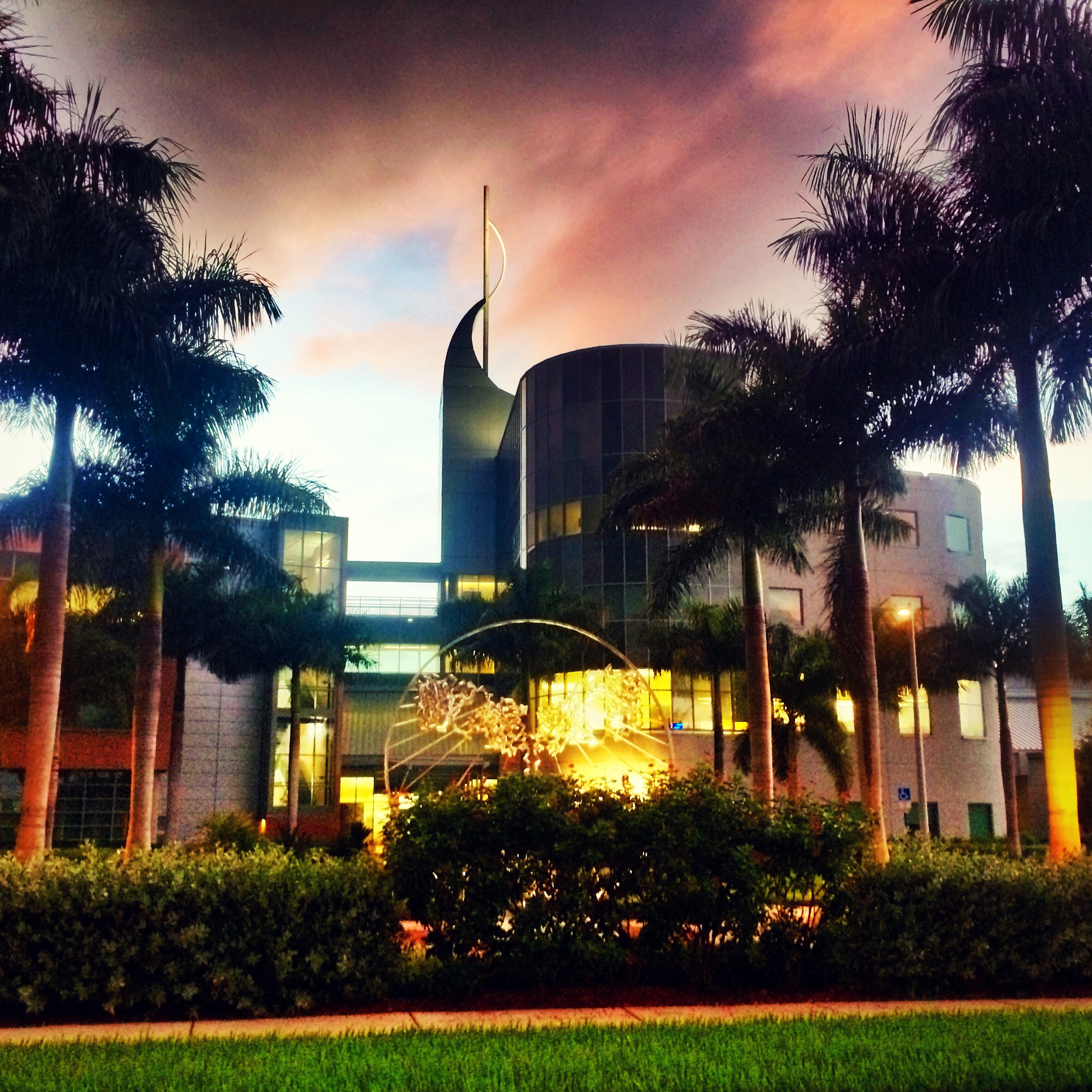
O Edifício B serve como sede do campus da Flórida da Scripps Research

## Pessoas notáveis
Entre os 231 membros do corpo docente estão os ganhadores do Nobel Ardem Patapoutian, K. Barry Sharpless e Kurt Wüthrich, bem como muitos outros cientistas notáveis, incluindo Peter G. Schultz e Charles Weissmann.
Além dos ganhadores do Nobel, o corpo docente do Scripps Research inclui vários membros da National Academy of Sciences, National Academy of Medicine, American Academy of Arts and Sciences, National Academy of Engineering, American Association for the Advancement of Science e American Philosophical Society, bem como vencedores do Prêmio Wolf Prize em Química e da Bolsa MacArthur.

## Classificação de pesquisa
De acordo com o Índice de Inovação da Nature de 2017, a Scripps Research é a instituição de pesquisa mais influente do mundo (pontuação LENS de 18,1), seguida pela Universidade Rockefeller (pontuação LENS de 15,4) e pelo Instituto de Tecnologia de Massachusetts (MIT) ( pontuação LENS de 9,4).